# فابیان بوش
فابیان بوش (آلمانی: Fabian Busch؛ زادهٔ ۱ اکتبر ۱۹۷۵) بازیگر اهل آلمان است.
از فیلم‌ها یا برنامه‌های تلویزیونی که وی در آن نقش داشته‌است، می‌توان به سقوط، کتاب‌خوان، ۲۳، کنفرانس وانزه و ببین کی برگشته اشاره کرد.